# Ворона Юрій Сергійович
Юрій Сергійович Ворона  — український боксер, солдат Сил ТрО Збройних сил України, учасник російсько-української війни, що загинув у ході російського вторгнення в Україну в 2022 році.

## Життєпис
Юрій Ворона народився 1996 року на Чернігівщині. Професійно займався боксом: був триразовим чемпіоном Чернігівської області, а також призером українських та міжнародних змагань.
З початком повномасштабного військового вторгнення РФ в Україну пішов добровольцем до територіальної оборони ЗСУ та перебував на передовій. Востаннє Юрій Ворона вийшов на зв'язок 8 березня, а після того зник. Рідні та друзі шукали три тижні у лікарнях, навколишніх селах, розміщували сотні повідомлень у соціальних мережах. Воїн загинув у перші дні повномасштабного вторгнення Росії в Україну під селом Лукашівка, що за 17 км від Чернігова. Після успішного бою за Количівку Юрія Ворону зі співслуживцями направили захищати Лукашівку. Там почався важкий бій, в якому спортсмен загинув від осколкового поранення в голову. Місцеві жителі поховали українських хлопців у себе в селі, а коли туди зайшли українські війська, вони показали місце, де поховали захисників. Серед них був і Юрій Ворона. За інформацією Чернігівської обласної федерації боксу, його тіло знайшли лише 4 квітня 2022 року після відступу російських військ. Поховали Юрія Ворону у селі Листвен Чернігівської області, де Юрій жив останні роки.

## Нагороди
- орден «За мужність» III ступеня (2022, посмертно) — за особисту мужність і самовіддані дії, виявлені у захисті державного суверенітету та територіальної цілісності України, вірність військовій присязі [5].